# Pharotis imogene
Pharotis imogene és una espècie de ratpenat de la família dels vespertiliònids. Viu a Papua Nova Guinea. El seu hàbitat natural en general no se sap amb certesa, se suposa que és qualsevol dels boscos de la sabana, i/o al bosc tropical de terres baixes en boscos de sabana. No hi ha cap amenaça significativa per a la supervivència d'aquesta espècie, tot i que està afectada per la pèrdua d'hàbitat prop de la població humana.